# Cratonavis
Cratonavis – wymarły rodzaj z kladów Pygostylia i Avialae, który żył w kredzie wczesnej i został odkryty w formacji Jiufotang w prowincji Liaoning w Chinach. W rodzaju znany jest jeden gatunek, Cratonavis zhui, poznany dzięki kompletnemu szkieletowi. Znalezisko zostało ogłoszone 23 stycznia 2023 w piśmie „Nature Ecology & Evolution”.

## Odkrycie
Holotyp, IVPP V31106, został odkryty w osadach formacji Jiufotang, datowanych na piętro aptu wczesnej kredy, w pobliżu wioski Xiaotaizi (powiat Jianchang) w prowincji Liaoning w północno-wschodnich Chinach. Odkrycie składa się z kompletnego osobnika z zachowanymi piórami.
W 2023 Li Zhiheng, Wang Min, Thomas A. Stidham i Zhou Zhonghe opisali Cratonavis zhui, nowy rodzaj i gatunek z rodziny Jinguofortisidae, na podstawie szczątków kopalnych. Nazwa rodzajowa Cratonavis łączy w sobie odniesienie do kratonu północnochińskiego z łacińskim słowem „avis”, oznaczającym „ptak”. Epitet gatunkowy zhui honoruje chińskiego geologa Zhu Rixianga, który badał zniszczenie północnochińskiego kratonu.